# Sardis (Mississippi)
Sardis é uma cidade  localizada no estado americano de Mississippi, no Condado de Panola.

## Demografia
Segundo o censo americano de 2000, a sua população era de 2038 habitantes.
Em 2006, foi estimada uma população de 2014, um decréscimo de 24 (-1.2%).

## Geografia
De acordo com o United States Census Bureau tem uma área de
5,1 km², dos quais 5,1 km² cobertos por terra e 0,0 km² cobertos por água. Sardis localiza-se a aproximadamente 112 m acima do nível do mar.

## Localidades na vizinhança
O diagrama seguinte representa as localidades num raio de 28 km ao redor de Sardis.